# Bergsbruk

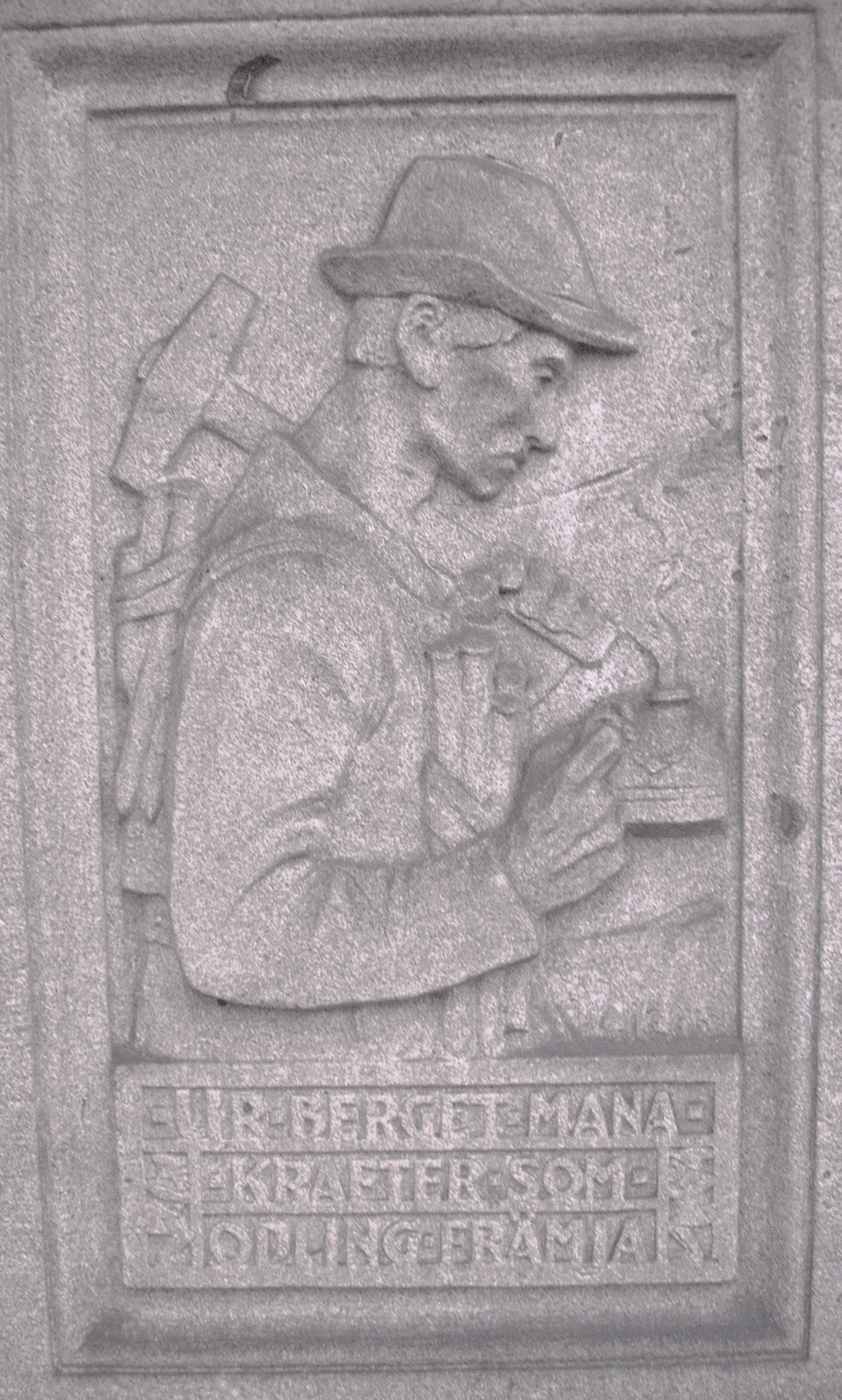
"Ur berget mana krafter som odling främja". Detalj vid entrén till Nordiska museet på Djurgården i Stockholm.

Bergsbruk eller bergshantering är ett samlingsbegrepp för verksamheter i äldre tid som utnyttjade bergets råvara, därmed innefattas gruvbrytning och malmens första grovförädling i hyttor samt tillverkning av tackjärn, därtill kolning. Bergsbruket sköttes av bergsmän och kolare, och kontrollerades av Bergskollegium.
Merparten av bergsbrukets metoder och kulturella effekter har rötter långt tillbaka och har fram till idag genomgått stora förändringar.

## Bergsbruket i Sverige
Det var huvudsakligen två instanser som verkade i bergsbruket: gruvarbetare och hyttarbetare; under lång tid sköttes båda uppgifterna av samma bergsmän. Bergsmännen vid järnframställning hade att utvinna malmen och framställa tackjärn. Tackjärnet sålde de sedan vidare till handelsmän i städerna eller till järnbruken som förädlade malmen till stångjärn. Bergsmännen var bönder som ägde bergsmanshemman som hade malmfyndigheter på sin mark och andra nödvändiga naturtillgångar, som skog för kolning och strömt vatten. Bergsbruket fram till 1859 drevs som regel som samfälligheter eller kooperationer, och var organiserade i hyttlag eller gruvlag. Från medeltiden till 1700-talet värvades människor under bergsfriden eller skogsfinnar till arbetskraft, och dessa hade täkterätt, rätt att röja till nybyggen som de fick besitta. 
Genom bergsregale var kronan ägare till alla fyndigheter, oavsett vem som ägde marken där fyndigheterna fanns. Fram till 1857 krävdes därför att bergsmännen hade bergsprivilegium, vilket innebar att de var skyldiga att bedriva bergsbruk och utvinna malmfyndigheterna mot avrad till kronan. Privilegierna var ärftliga men kunde också säljas (privilegiehandel). Järnbruken däremot ägdes av bruksherrar, som ofta blev mycket förmögna; dock innebar andra regale att även dessa behövde privilegiebrev. Herrgårdar är traditionellt en gårdstyp som hörde till brukspatronen vid järnverken.
Staten kontrollerade bergsbruket genom Bergskollegium. Sverige var indelat i bergmästardömen, med en statligt tillsatt ämbetsman, bergmästaren, som hade tillsyn och domsrätt i sitt område, samt många flera tjänstemän. Eftersom bergsrätten skilde sig åt i olika delar av landet, började olika områden där bergsbruk var en central näring att kallas bergslag. Det fanns dock även betydande bergsbruk som inte ingick i bergslag, och deras villkor kunde skilja sig från dem som hade det. Bergslagen fick till exempel inte förädla tackjärnet till stångjärn, vilket bergsmännen i Gästriklands bergslag fick eftersom de inte utgjorde ett fullvärdigt bergslag.
De små, lokala bergsbruken utkonkurrerades av större gruvindustrier som hade bättre förutsättningar och genom sin stora produktion kunna sätta lägre priser. När tack- och stångjärnstillverkningen släpptes fri 1857 inleddes industrialiseringen. Många bergsbruk omvandlades till sågverk på 1800-talet, eftersom det var mer lönsamt. De större gruvorna hade redan tidigt köpts upp av enskilda, och det centrerade ägandet blev framåt samma tid den vanligaste formen för gruvindustrin.
Se gruvdrift för nutida teknik.